# Globba clarkei
Globba clarkei är en enhjärtbladig växtart som beskrevs av John Gilbert Baker. Globba clarkei ingår i släktet Globba och familjen Zingiberaceae. Inga underarter finns listade i Catalogue of Life.